# Peridroma margaritosa
Peridroma margaritosa är en fjärilsart som beskrevs av Adrian Hardy Haworth 1809. Peridroma margaritosa ingår i släktet Peridroma och familjen nattflyn. Inga underarter finns listade i Catalogue of Life.